# Los vecinos en guerra
Los vecinos en guerra, también estilizado como Vecinos en guerra, es una telenovela argentina producida por Grupo Telefe, Underground Contenidos y Endemol que se estrenó el 15 de abril de 2013 y finalizó el 2 de enero de 2014 por Telefe. Protagonizada por Diego Torres y Eleonora Wexler. Coprotagonizada por Marco Antonio Caponi, Jorgelina Aruzzi, Carlos Portaluppi, Lola Berthet, Chang Sung Kim y Alan Sabbagh. Antagonizada por Mónica Antonópulos, Mike Amigorena, Juan Gil Navarro, Marcela Kloosterboer y Luis Ziembrowski. También, contó con las actuaciones especiales de Gastón Soffritti, Carola Reyna y los primeros actores Hugo Arana y Mirta Busnelli. La participación de Candela Vetrano. Y la presentación de Juan Pablo Geretto. Fue escrita por Ernesto Korovsky, Silvina Frejdkes y Alejandro Quesada, sobre una idea original de Sebastián Ortega. Con la dirección integral de Miguel Colom.

## Información general
El protagonista principal de esta telecomedia es Diego Torres, quien por primera vez realiza una ficción diaria como protagonista luego de 19 años, siendo La banda del Golden Rocket su último trabajo como actor protagonista en una tira.
Lo acompañan en los protagónicos Eleonora Wexler, Mónica Antonópulos, Marco Antonio Caponi, Mike Amigorena y Juan Gil Navarro.
El elenco está conformado por Mirta Busnelli, Jorgelina Aruzzi y Carlos Portaluppi, con Lola Berthet, Chang Sung Kim y Alan Sabbagh. Hugo Arana como actor invitado y la actuación especial de Carola Reyna, con las participaciones de Gastón Soffritti, Candela Vetrano, Román Almaraz, Sabrina Fogolini, Lucio Rogati, Sheila González y las participaciones antagónicas de Luis Ziembrowski y Marcela Kloosterboer. Además, Juan Pablo Geretto en presentación especial y la participación estelar de Antonio Gasalla.

## Historia

### Primera etapa: capítulos 001-063
Mercedes, "Mecha" (Eleonora Wexler), es una ama de casa de casi 40 años, quien 20 años atrás formó parte de un grupo de estafadores y nadie en su vida actual sabe de esto. En el pasado se llamaba Lisa y trabajaba con Álex (Mike Amigorena), quien la reclutó para este tipo de tareas y se convirtió en su primer amor, y con Ciro (Luis Ziembrowski) con quien planeaba y financiaba las estafas. Un robo fracasó y el grupo se disolvió. Mercedes, con una identidad cambiada, comenzó una nueva vida lejos de las estafas. Contrajo matrimonio con Rafael (Diego Torres) y tuvieron 3 hijos, Paloma (Candela Vetrano), Teo (Román Almaraz) y Juanita, quienes no saben absolutamente nada sobre su pasado, mientras viven una vida normal. Una mañana que parecía ser como cualquier otra, descubren que a la casa más lujosa y cotizada del barrio se muda una nueva familia, los Mayorga. Mecha, al verlos, queda en shock y descubre que el hombre de la familia no es más ni menos que Álex, su antiguo amor y socio en los robos a quien ella creía muerto.
Ciro sale de la cárcel luego de 20 años, y empieza a cumplir prisión domiciliaria. Él busca venganza de sus excompañeros por el delito a quienes culpa por haber caído preso desde su residencia. El regreso de Álex a la vida de Mecha tiene por objetivo volver a conquistarla y para lograr su propósito se encarga de contratar a un grupo de actores para fingir ser una familia normal y así, poder estar cerca de Mercedes sin llamar la atención.

Una mañana, Rafael es citado a la oficina de su jefe, Alberto Mercado (Antonio Gasalla), y le informan de que está despedido. Al retirarse de la empresa, se produce un choque automovilístico con Carolina (Marcela Kloosterboer) y esta le ofrece ayuda y un trabajo en la empresa de su padre. Carolina padece una enfermedad mental, por lo que comienza a obsesionarse con Rafael hasta el punto de acercarse a su familia. Después de algunos problemas con Carolina (incluso una terrible pelea entre ella y Mecha), Rafael es sincero con su esposa y le dice toda la verdad, por lo cual ella se molesta. Pero Rafa se vuelve después el enojado cuando Mecha le revela que Álex fue su pareja. A partir de entonces, la rivalidad entre él y Mayorga crece aún más. Por ese entonces, Paloma había iniciado una relación con el supuesto hijo de Álex, Lucas (Gastón Soffritti), y queda embarazada de este; eso fue sin duda el golpe más duro para Rafa.Sin embargo, todo da un giro inesperado cuando Álex, va a un lugar para enfrentarse cara a cara con Rafael, pero aparentemente es asesinado en su auto y cuando llega Rafa este no está.

### Segunda etapa: capítulos 064-090
Investigando, la policía y el fiscal Eduardo Germano (Guillermo Pfening) descubren una camisa con sangre de Álex en el auto de Rafa y este es acusado como el asesino. Para ayudarlo, Fernando (Marco Antonio Caponi), su primo, contrata a un abogado, Mariano Sánchez Ginastera (Juan Gil Navarro), quien logra liberarlo del caso. Este se enamora de Mecha y trata de conquistarla, pero descubre que ella era una estafadora, a través de la información que consigue Gasparini (Alejandro Fiore), su mano derecha. Tiempo después aparece el cuerpo sin vida de Álex, pero el tiempo que lleva muerto, según la autopsia, no coincide con el tiempo que lleva desaparecido, ya que figuraba que había muerto hace 48 horas y Álex llevaba desaparecido 2 meses. Fernando comienza a sospechar y luego, por boca de Roque (Chang Sung Kim), descubre que el crimen de Álex fue solo una puesta en escena planificada por estos dos últimos, ya que Álex tenía muchas deudas y amenazaron con asesinarlo, por lo que simula su propio asesinato para poder escapar a Grecia y hacer quedar a Rafa como el asesino. Pero solo dos meses más tarde Álex regresó a Argentina para poder estar cerca de Mecha, pero en ese momento se encontró con Mariano y posteriormente fue asesinado por este último, cosa que Roque descubriría más tarde e inmediatamente alertó a Fernando de esto. Mientras, Fernando e Ivana (Monica Antonópulos), la esposa falsa de Álex, deciden investigar a Mariano.
Ivana encuentra una foto de Mariano y Álex como compañeros en la adolescencia y eso hace crecer sus sospechas de que Mariano pueda tener algo que ver con la muerte de Álex, por lo que decide hacer la denuncia, pero el abogado, tras descubrir que ella tiene esa foto en su poder, manda a Gasparini a traerla por la fuerza a su casa y la lleva a un cuarto con él. Mariano le confiesa que él asesinó a Álex y quema la fotografía, temiendo por su vida, Ivana intenta escapar, pero es atrapada por Mariano y en medio de un duro forcejeo él la deja inconsciente al golpearle la cabeza contra la baranda de la escalera, la lleva hasta la planta baja y una vez ahí y en una situación desesperada la asesina.

### Tercera etapa: capítulos 091-135
Fernando está convencido de que Mariano es el responsable de la muerte de su novia y comienza a buscar pruebas que lo incriminen con el antiguo socio de Álex, Roque, y posteriormente también con el fiscal Gerardo Rosales (Ariel Staltari). Al poco tiempo Mariano comienza a endeudarse con Gasparini por la información que este le proveía y por esto lo amenaza con contarle a Fernando la verdad de la muerte de Ivana, incluso llega a citarlo, pero cuando Fernando llega a su casa lo encuentra muerto, ya que Mariano lo asesinó para evitar que este hablara.
Todos en el barrio tienen un mal presentimiento de Mariano, pero Mecha piensa lo contrario, hasta que, cuando estaba sola en la casa de él, encuentra en un cajón un zapato (de Ivana) y cree haberlo visto antes. Mariano llega a sospechar que Mecha perdió confianza en él y decide suicidarse, pero ella lo detiene. Desde entonces, Mecha comprende que todos tenían razón sobre Mariano. Cuando va a la casa de Ivana, en sus pertenencias, encuentra el otro zapato del que estaba en la casa de Mariano y confirma sus sospechas: él asesinó a Ivana. Le pide perdón a Fernando por no haberle creído y hace un pacto con Rosales: si lo ayuda a atrapar a Mariano, este no asumirá los cargos por las estafas que ella realizó en el pasado. Pero esto le trae una complicación, ya que al no poder decirles nada a Rafa y a sus amigos, todos piensan que le importa más Mariano que su propia familia, llegando Rafa hasta el punto de no dejarla ver a sus hijos. Luego de que Mecha logre conseguir lo que necesitaba, Mariano descubre que fue ella quien le robó esa información y se la entregó a Rosales. Entonces se vuelve más loco que nunca y obliga a Mecha a ir a su casa (en lugar de ir a ver a sus hijos), y le dice que ya sabe lo que ella hizo, luego la droga y luego la noquea.

Mientras se dirigen a su casa, Fernando le cuenta la verdad a Rafa y cuando llegan, Mariano amenaza con matar a Mecha, en eso le dispara a Rafa, pero Fernando se interpone en el medio para proteger a su primo y recibe él el disparo, pero estando en el suelo logra dispárale dos veces a Mariano, en la pierna y en el pecho respectivamente, y cae desplomado en la piscina, más tarde, tanto Fernando como Mariano son llevados de urgencia al hospital, Fernando entra en coma y Mariano mata a un enfermero, logra burlar la seguridad de la clínica y escapar. Una vez en libertad llama a Mecha amenazándola con asesinar a sus hijos y a Rafael.

Por otra parte, Fernando, tras haber despertado del coma aún sigue internado, y nuevamente Mariano burla a la seguridad para ingresar a la clínica, una vez en la habitación de Fernando, Mariano duerme a Silvina (la nueva novia de Fernando) con cloroformo y posteriormente intenta asesinarlo asfixiándolo con una almohada, pero Reina se interpone en el medio y logra salvar a Fernando pero casi es ahorcada por Mariano, en ese momento Silvina reacciona y comienza a gritar, Mariano logra escapar nuevamente y cuando llega la policía ya es tarde. Esa misma noche, Rafa decide que lo mejor es que él y su familia se vayan a vivir a su otra casa por cuestiones de seguridad. Al día siguiente Mecha recibe un llamado de Mariano, diciéndole que tiene prisionero a Rafa en una fábrica abandonada y que a menos que quiera que lo asesine deberá ir a ese lugar sola, antes de salir se arma de un cuchillo y parte hacia el lugar, una vez allí, encuentra a Rafa atado a un poste y todo lastimado, cuando va a desatarlo aparece Mariano apuntándole con una pistola, este está seguro de que viene armada por lo que le pide que se despoje de todas las armas que pueda tener, una vez hecho esto, a pedido de Mariano, se arrodilla, y en un descuido de este último logra quitarle el arma y esta vez es Rafa quien la toma, le apunta y amenaza con matarlo, esta vez en una distracción de Rafa, Mariano se abalanza sobre él intentando quitarle el arma, pero en medio del forcejeo se da la espalda contra un tubo de hierro que había ahí, este le atraviesa el pecho y acaba con su vida.

### Cuarta Etapa: capítulos 136-146 (final)
Tras la muerte de Mariano, la familia de Mecha vuelve a la paz, Paloma da a luz a su hijo Pedro mientras Mimi y el hermano de Helen tienen su gran boda. Pero más adelante la tranquilidad se termina cuando el fiscal se aparece nuevamente informando que no hay acuerdo con Mecha y esta tendrá que ir a prisión por las estafas que realizó en el pasado.
Mecha es prófuga de la justicia y extraña a su familia en su interminable escape.
Luego, Fernando regresa a su cargo de policía y esta cara a cara con Mecha a punto de arrestarla pero finalmente no lo hace.
Finalmente, Rafa pone en marcha un plan llevando a su familia a una playa de Brasil para esperar a Mecha.
Un año después, Sonia, la madre de Rafa se queda viviendo en el barrio con Ramón; el abuelo falso de Luca, Reina vende la mansión Mayorga y empieza un recorrido en una casa rodante con Roque.
Por su parte, Rafa tiene un restaurante en Brasil llamado Mecha,y vive juntos a sus hijos, su yerno y su nieto. Más tarde, Fernando, que está en pareja con Ana; la hija de Reina, le comunica por teléfono a Rafa que la causa contra Mecha fue retirada. Mecha llega a Brasil libre de su pasado y se reencuentra con Rafa para vivir un nuevo comienzo.

## Elenco y personajes

### Protagonistas
Rafael "Rafa" Crespo Butilengo (Diego Torres) Empresario, Esposo de Mecha, padre de Paloma, Teo y Juana.
Lisa Ramos / Mercedes "Mecha" Maidana (Eleonora Wexler) Excriminal, Esposa de Rafa y madre de Paloma, Teo y Juana.
Ivana Fernández/Ivana Barreiro (†) (Mónica Antonópulos)
Supuesta esposa de Álex y Supuesta madre de Lucas.
Alejo "Alex" López/Mayorga (†) (Mike Amigorena) Ex-Criminal, Exnovio de Mecha. Crea la familia Mayorga.

### Elenco coprotagónico
Sonia Butilengo de Crespo (Mirta Busnelli)  Madre de Rafael y Tía de Fernando.
Fernando Vitelli  (Marco Antonio Caponi) Es el  Primo de Rafa y Ex-Policía
Nora "Norita" Sotelo (Jorgelina Aruzzi)  Amiga de Mecha, hermana de Helen y Fabián. Esposa de Coco y madre de Valentino. 
Lucas Galetto/Lucas Mayorga Barreiro (Gastón Soffritti) Supuesto hijo de Ivana y Álex, Novio de Paloma y padre de Pedro.
Paloma Crespo Maidana (Candela Vetrano)  Hija de Rafael y Mecha, hermana mayor de Teo y Juanita, Novia de Lucas y madre de Pedro.
Jorge "Coco" Dellamonica (Carlos Portaluppi)  Odontólogo, Esposo de Nora y padre de Valentino.
Helena "Helen" Sotelo (Carola Reyna)  Amiga de Mecha, hermana de Nora y Fabián y madre de Agustina.
Miriam "Mimí" Bermejo (Lola Berthet) Es la  Mucama de Mecha, Helen, Nora. Enamorada de Fabián.
Fabián Sotelo (Alan Sabbagh) Hermano de Helen y Nora.
Emilio/Reina  (Juan Pablo Geretto) Supuesta esposa de Ramón.
Roque Dudú (Chang Sung Kim)  Cómplice de Ciro, espía a Mecha y a Álex
Ramón Freire/Ramón Barreiro (Hugo Arana)  Supuesto esposo de Reina y ayuda a Álex a idear el plan.
Teo Crespo Maidana (Román Almaraz) Hijo de Mecha y Rafael y hermano de Paloma y Juanita.
Agustina "Agus" Joglar Sotelo (Sabrina Fogolini)  Hija de Helen, amiga de Paloma  prima de Valentino y novia de Valeria.
Valentino Dellamonica Sotelo (Lucio Rogati) Exnovio de Paloma e hijo de Coco y Nora.
Mariano Sánchez Ginastera (†)  (Juan Gil Navarro)  Abogado y está enamorado de Mecha.

### Participaciones
- Lucrecia Blanco como «María Ofelia Sacristán», oficial encargada del caso de Ciro y colega de Fernando.
- Fabián Arenillas como «Carlos "Charly" Aguirre», antiguo dueño de la casa de los Mayorga.
- Natalia Cociuffo como «Beba», esposa de Charly.
- Natalia Figueiras como «Silvina», excompañera de trabajo de Rafael y nueva novia de Fernando.
- Sheila González como «Dalma "La Gallega" Escudero», secretaria y amante de Coco.
- Marcela Kloosterboer como «Carolina del Río», una mujer obsesionada con Rafael.
- Luis Ziembrowski como «Ciro Nieto», el antiguo socio de Álex y Mecha.
- Antonio Gasalla como  «Alberto Mercado», exjefe de Rafael.
- Iván Espeche como «Javier», empresario y amigo de Coco.
- Victoria Carreras como «Laura Pereyra», directora del colegio de Lucas y Paloma.
- Mario Pasik como «Miguel del Río», padre de Carolina.
- Néstor Zacco como «Grimaldi», policía que detuvo a Paloma, Lucas, Agustina y Valentino.
- Lis Moreno como «Martina», una chica que conoce a Fabián en un bar.
- Lucas Lagré como «Lautaro», un paciente de Coco.
- Tomás de las Heras como «Julián Pereyra», sobrino de Coco y segundo novio de Paloma.
- Mex Urtizberea como «Benjamín "Tuca" Pardo»(personaje de Graduados) un hombre que Lucas y Paloma conocen en un boliche en Rosario.
- Emilia Attias como «Lupe Villanueva», una joven diseñadora de moda, que se enamora de Rafael.
- Coco Sily como «Norman Ramírez», cómico y empresario, que conoce Rafael y sus amigos en un bar.
- Lola Bezerra como «Manuela», una modelo y amiga de Lupe.
- Florencia Miller como «Jimena», una modelo y amiga de Lupe.
- Emilio Disi como «Luis Alberto», un estafador que conoce Sonia en una reunión de Alcohólicos Anónimos.
- Andrea Estévez como «Lucía», una chica que se encuentran en la calle Fernando y Fabián.
- Luz Cipriota como «Ana Rodríguez», hija de Emilio/Reina y Teresa.
- Susú Pecoraro como «Teresa Rodríguez», novia de Reina, cuando esta era Emilio.
- Gabo Correa como «Eduardo Patenza», padre de Matías y suegro de Ana.
- Mónica Salvador como «Estela», madre de Matías y suegra de Ana.
- Esteban Masturini como «Matías Alberto Patenza», exnovio de Ana.
- Gastón Ricaud como «Jimmy Oftrof», exesposo de Lupe.
- Cristina Tejedor como «Beatriz Videla», vecina de Mecha y Rafa.
- Ernesto Korovsky como «Pablo», director de la publicidad de champú que graba Fabián.
- Natalie Pérez como «Valeria "Vale" Acosta», exnovia de Lucas y novia de Agustina.
- Victoria Almeida como «Paula "Pauli" De Bregowi», exesposa de Fabián.
- Belen Chavanne como «Ivana Fernández/Barreiro», en su adolescencia.
- Pamela Rodríguez como «Romina Piatti», oficial de policía que trabaja con Germano.
- Guillermo Pfening como «Eduardo Germano», fiscal de la Nación, encargado del caso de Álex.
- Alejandro Fiore como «Mario Gasparini (†)», un exconvicto al que Mariano sacó de la cárcel hace años. Era su mano derecha. Muere aplastado por un mueble lanzado por Mariano
- Ariel Staltari como «Gerardo Rosales», fiscal bonaerense que investiga a Mariano.
- Luis Sabatini como «Rodolfo», un compañero de celda de Fernando mientras este estuvo preso.
- Marcelo Mazzarello como «Francisco "Pancho" Joglar», exmarido de Helen y padre de Agustina.
- Daniel Aráoz como «Gustavo José Errico», productor de televisión conocido de Rafael.
- Agustín Pardella como «Nahuel», un chico que Paloma conoce en Mendoza cuando buscaba dónde pasar la noche.
- Carla Pandolfi como «Laura Garay», una paciente de Coco.
- Florencia Benítez como «Alina», nueva asistente de Coco y cómplice de Mariano.
- Nazareno Casero como «Nicolás "Nico"», amigo de Lucas y Valeria.
- Diego Mesaglio como «Lorenzo "Lolo" Bermejo», hermano de Mimí.
- Luciano Conti como «Luciano "Rulo" Bermejo», hermano de Mimí.
- Juan Pablo Mirabelli como «Juan Carlos "Juanqui" Beltrán», fanático y presidente del club de fanes de Sonia.
- Mariano Argento como «Mullinqui», psiquiatra de Mariano.
- Coraje Ábalos como «Sergio Bernal», dietólogo de Coco y nuevo novio de Dalma.
- María Nela Sinisterra como «María», amiga de Dalma.
- Mauricio Lavaselli como «Manuel», tasador que envía Sonia para la venta de la casa de Rafa y Mecha.
- Florencia Raggi como «Lila», compañera de Rafael en la clase de yoga y amiga de su adolescencia.
- Carolina Barbosa como «Anette», esposa de Sergio.
- Lara Ruiz como «Yamila», profesora de yoga de Rafael y Lila.
- Lucas Velasco como «Jony», compañero de Agustina y Valeria en la estación de servicio.
- Harry Havilio como «Goyo», conocido de Lila con quien le organiza una cita a ciegas a Sonia.
- Carina Gallucci como «Victoria», informante que Mariano pone a seguir a Rosales.
- Pablo Alarcón como «Antonio "Tony" Ríos Salgado», juez del concurso de cocina y amante de Sonia.
- Michel Noher como un pasajero de colectivo que se encuentra Mecha cuando se escapa de la justicia, y quien le ofrece ayuda.
- Fede Medina como un amigo y compañero de Matías.
- Claudio Rissi como «Méndez», comisario y jefe de Fernando, cuando este es reincorporado a la fuerza.

### Cameos
- Verónica Lozano
- Leo Montero
- Bobby Flores
- Roberto Petersen
- Coco Agost Carreño
- Boy Olmi

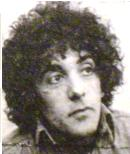
Antonio Gasalla como Alberto Mercado.
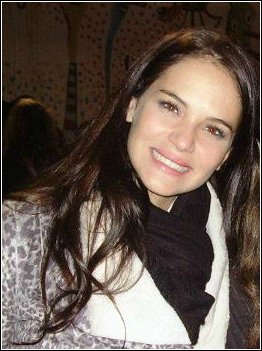
Luz Cipriota como Ana.
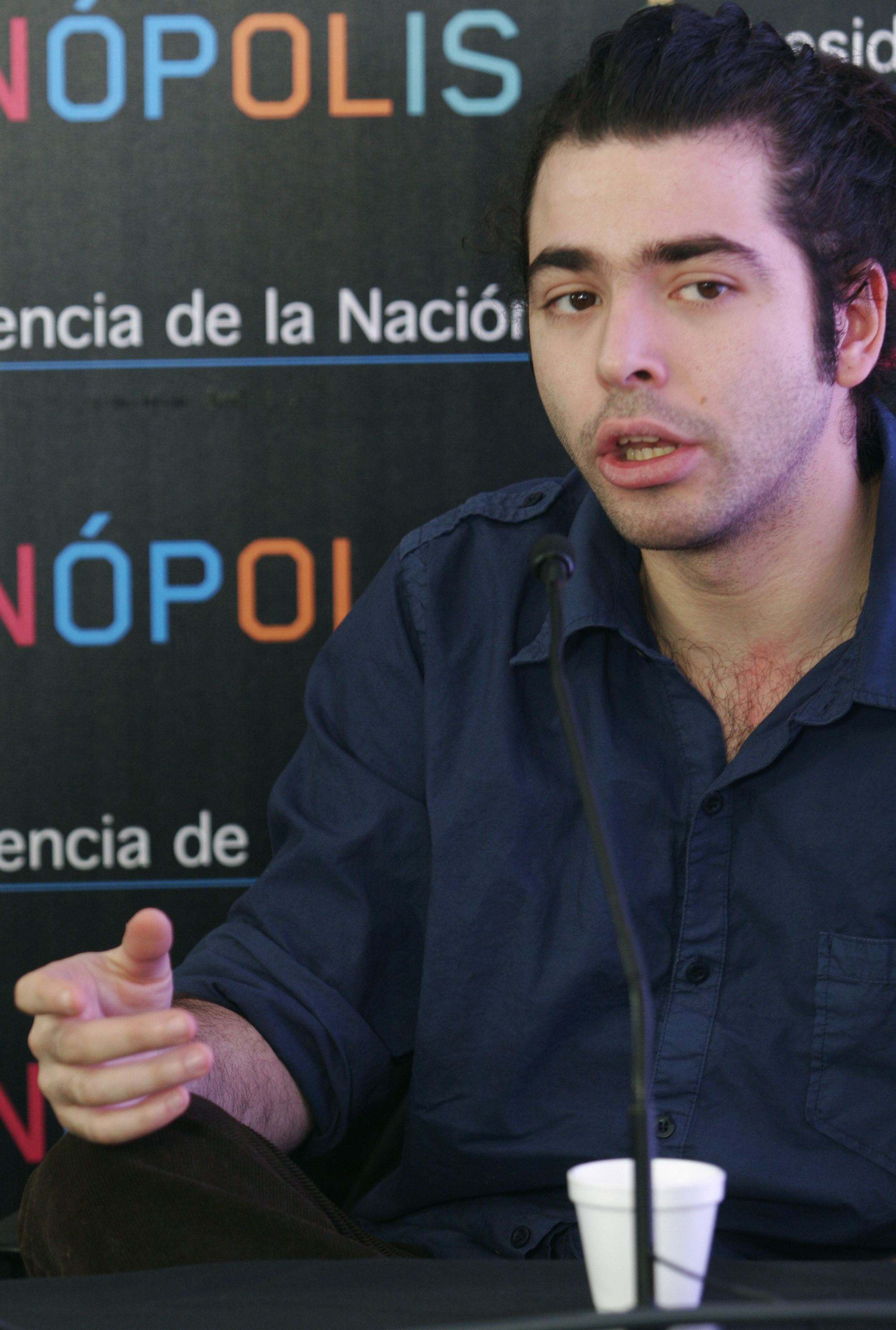
Nazareno Casero como Nico.

## Muertes
| Personaje                  | Autor                     | Causa | Capítulo      |
| -------------------------- | ------------------------- | --- | ------------- |
| Alejo "Alex" López/Mayorga | Mariano Sánchez Ginastera | Fue asesinado por Mariano en el hotel donde Álex se hospedaba cuando regresó a Argentina.                                         | Entre 63 y 64 |
| Ivana Fernández/Barreiro   | Mariano Sánchez Ginastera | Mariano le ata una soga al cuello y la ahorca, porque sabía que él había asesinado a Álex.                                        | 89            |
| Mario Gasparini            | Mariano Sánchez Ginastera | Mariano lo asesina cuando este le empieza a reclamar más dinero a cambio de no contarle nada a Fernando sobre la muerte de Ivana. | 94            |
| Mariano Sánchez Ginastera  | Rafael "Rafa" Crespo      | Forcejea con Rafael y este lo empuja sobre un tubo de hierro el cual lo atraviesa, causándole la muerte.                          | 135           |

## Recepción
El primer episodio de Los vecinos en guerra por la pantalla de Telefe logró un promedio de 22.1 puntos de rating, con picos de 24,7 puntos, superando ampliamente a su competencia directa, Solamente vos (Canal 13), y estableciéndose como lo más visto del día. El programa siempre se mantuvo en dentro de los programas más visto,  colocándose como el tercer programa más visto. Teniendo en cuenta los flojos números del año, en donde ningún programa pudo medir más de 20 puntos. Los vecinos en guerra se mantuvo con un promedio 14,1 puntos.  

### Crítica
Los vecinos en guerra recibió buenas críticas en general. Silvina Lamazares, de Clarín, destacó las actuaciones del elenco en general y en especial la de Wexler, a la que la calificó como una notable actuación. Además resaltó la manera en la que se presentaron los personajes, y dijo que «el capítulo piloto tuvo una ágil narración y condimentos que se escurren de los límites de la tradicional comedia familiar; el planteo pudo esquivar los lugares comunes en los que suelen caer los episodios de presentación. El quién es quién se fue develando más con la acción que con el decir». Por su parte, el periodista Rodrigo Lussich dijo que «lo mejor del primer capítulo fue la expectativa del segundo». Los medios destacaron de manera favorable el trabajo de Wexler en su rol protagónico. Télam, dijo que la ficción se mostró «como una historia divertida con aires de policial» apoyada en el oficio de todo el elenco «que sostiene con frescura el devenir del relato de la tira».
El sitio Television.com.ar, elogió el trabajo de los escritores Ernesto Korovsky, Silvina Frejdkes y Alejandro Quesada. dijo que la tira «es ambiciosa y en época de latas, repeticiones y ciclos que se nutren entre sí, una ficción original de tamaña calidad es agradecida».
Por parte de La Nación, Cintia Perazo dijo que en su planteo inicial la ficción está llena de «misterio, acción, trama policial y logradas actuaciones», y la calificó como «excelente».

## Premios y nominaciones
| Año  | Premio                | Categoría                                | Receptor/a            | Resultado |
| ---- | --------------------- | ---------------------------------------- | --------------------- | --------- |
| 2013 | Premios Tato 2013     | Ficción diaria (comedia/telenovela)      | Los vecinos en guerra | Nominada  |
| 2013 | Premios Tato 2013     | Actor protagónico en telecomedia/novela  | Diego Torres          | Nominado  |
| 2013 | Premios Tato 2013     | Actor protagónico en telecomedia/novela  | Mike Amigorena        | Nominado  |
| 2013 | Premios Tato 2013     | Actriz protagónica en telecomedia/novela | Eleonora Wexler       | Nominada  |
| 2013 | Premios Tato 2013     | Actor de reparto                         | Carlos Portaluppi     | Nominado  |
| 2013 | Premios Tato 2013     | Revelación                               | Juan Pablo Geretto    | Nominado  |
| 2013 | Premios Tato 2013     | Dirección de arte en ficción             | Los vecinos en guerra | Nominada  |
| 2014 | Premios Martín Fierro | Ficción diaria Comedia                   | Los vecinos en guerra | Nominada  |
| 2014 | Premios Martín Fierro | Actor protagónico en telecomedia         | Diego Torres          | Nominado  |
| 2014 | Premios Martín Fierro | Actor protagónico en telecomedia         | Mike Amigorena        | Nominado  |
| 2014 | Premios Martín Fierro | Actriz protagónica en telecomedia        | Eleonora Wexler       | Nominada  |
| 2014 | Premios Martín Fierro | Actriz de reparto                        | Mirta Busnelli        | Nominada  |
| 2014 | Premios Martín Fierro | Revelación                               | Juan Pablo Geretto    | Ganador   |

## Ficha técnica
- Una Producción de: Underground Contenidos – Endemol – Telefe[18]
- Autores: Ernesto Korovsky – Silvina Frejdkes – Alejandro Quesada
- Colaboradores Autorales: Martín Méndez – Ana Goldenberg – Romina Ballester
- Directores de Fotografía: Alberto Reyna – Gerardo Soldatos – Juan Lira
- Sonido: Marcos Miranda – Luis Quiroga – Luis Rojo
- Escenografía: Pablo Ponce – Carlos Golac
- Vestuario: Amelia Coral – Felicitas Isee Moyano
- Asistentes de Dirección: Damián González – Pablo Landoni – Claudio Ratti
- Musicalización: Elvio Gómez
- Editores de Sonido: Natalia Toussaint – Martín Seoane
- Productor Técnico: Rubén Bertora
- Coordinación de Producción: Romina Bellini – Osvaldo Codazzi
- Coordinación de Posproducción: Julian De Luca
- Edición: Guille Gatti (E.D.A.) – Pablo Bologna (On-Line)
- Asesor de Imagen: Sergio Dotta
- Dirección de Arte y Diseño Escenográfico: Julia Freid
- Productora Artística: Vanina Martorilli
- Productor Ejecutivo: Gustavo Errico
- Dirección de Exteriores: Javier Pérez – Pablo Ambrosini
- Director Integral: Miguel Colom
- Productores Asociados: Martín Kweller – Alejandro Corniola – Grupo Crónica
- Productor General: Pablo Culell
- Dirección General: Sebastián Ortega
- En tanto, las escenas son filmadas en las locaciones de Pilar,[19] para exteriores[20] y Martínez, para interiores.[6]